# Agrypon nox
Agrypon nox là một loài tò vò trong họ Ichneumonidae.